# Château de Bligny
Le château de Bligny est une construction issue d'un château fort médiéval et chef lieu de châtellenie de la commune éponyme.
La châtellenie se composait de Bligny, Belroy, les Cabots, le Pré-Bannois et une partie de Bossancourt en 1553.

## Historique
Le château est cité en 1465, avait une chapelle castrale sous le vocable de Sainte-Catherine, mais elle est ruinée en 1770.
Sur des caves anciennes, s'élève un bâtiment XVIIIe siècle avec une aile et une tourelle du XIXe siècle.
Il fut la propriété, au XVIIIe siècle, des Dinteville puis, par succession, du comte André de Dampierre au milieu du XIXe siècle, qui y avait un équipage de chasse à courre et un haras. Dans les années 1950 la propriété du château passe à la famille Lorin.
Il est actuellement une maison de champagne.

## Sources